# Templerkomturei Moisy-le-Temple

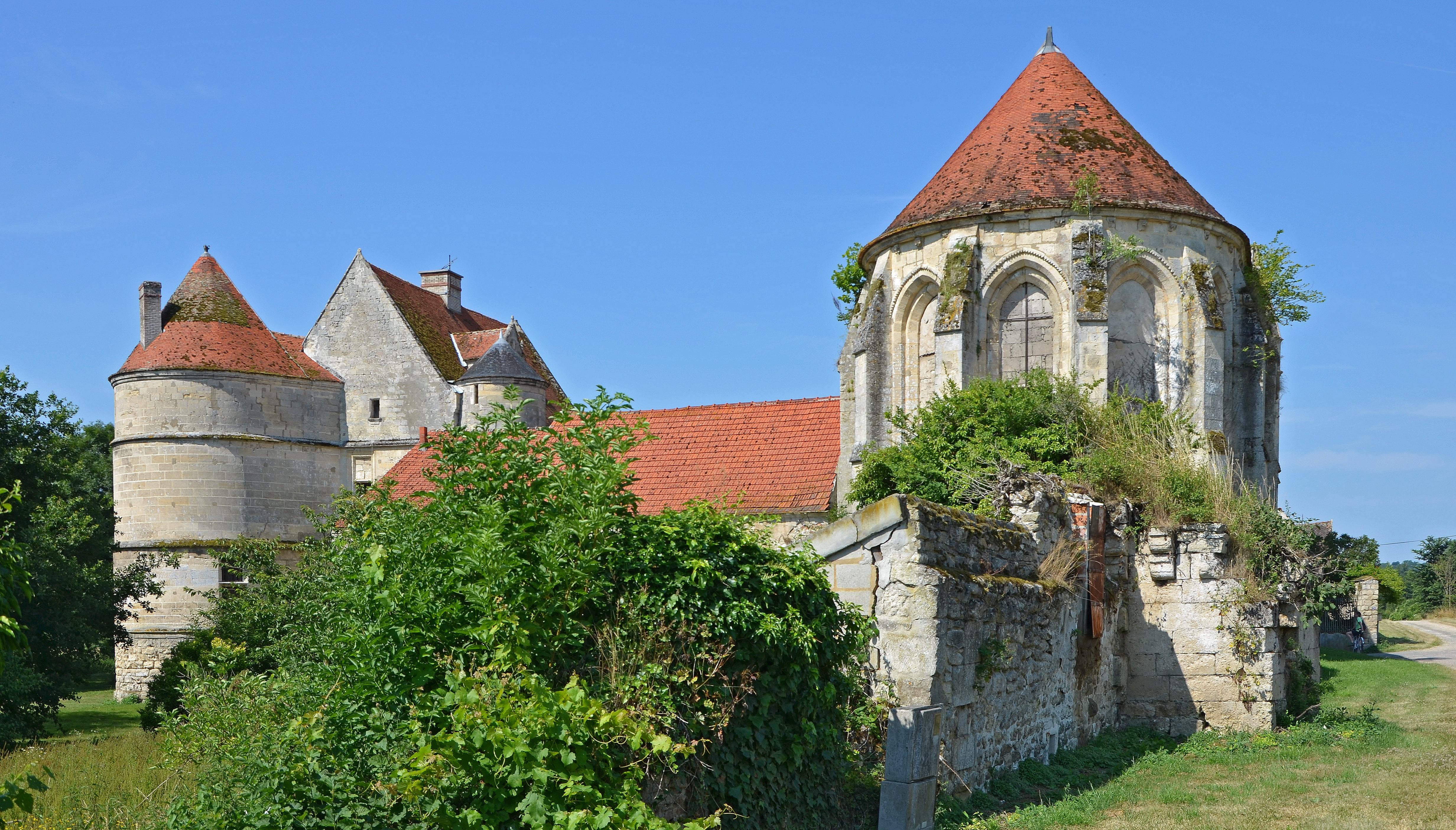
Die Komturei

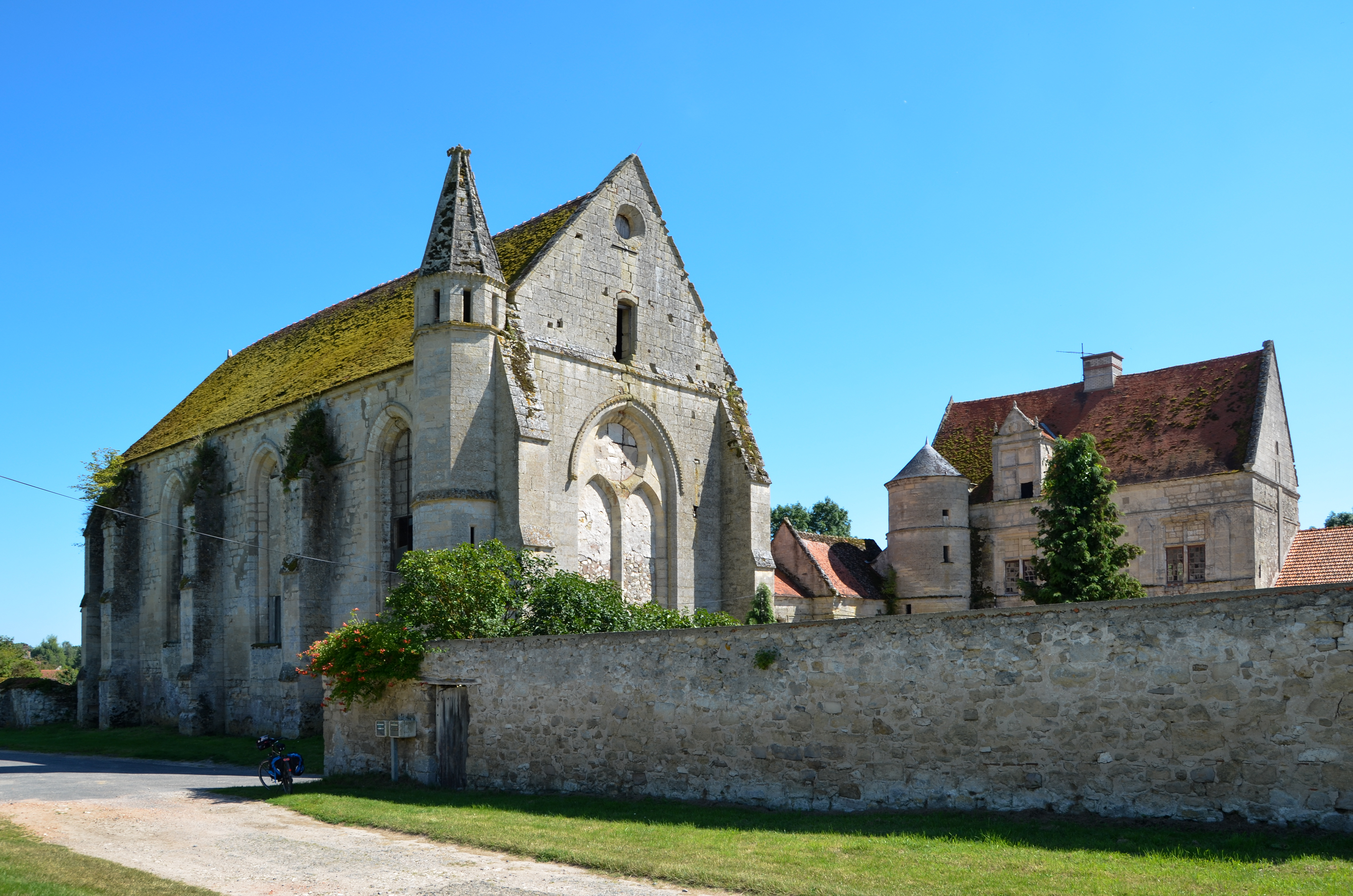
Kapelle und Logis

Die Templerkomturei Moisy-le-Temple ist eine ehemalige Niederlassung des im Jahr 1312 aufgelösten Templerordens.
Die Komturei (Commanderie) liegt in der Gemeinde Montigny-l’Allier im Département Aisne an der Grenze zu den Départements Oise und Seine-et-Marne. Die westlich des Gemeindezentrums gelegene Anlage befindet sich in Privatbesitz.
Die um einen Hof gruppierte Baugruppe bildet ein bemerkenswertes Architekturensemble mit Kapelle aus dem 13. Jahrhundert, einem Wohngebäude (Logis) aus der Renaissance, Wirtschaftsgebäuden sowie dem Torhaus und einer teilweise eingestürzten Umfassungsmauer. Die Bauten wurden im 13. und im 16. Jahrhundert errichtet.
Die dem heiligen Christoph geweihte rechteckige Kapelle im gotischen Stil liegt nördlich des Hofs. Die vier Schlusssteine des Gewölbes sind verziert. Neben der Kapelle steht ein oktogonaler Treppenturm.
Neben dem Wohnbau liegen zwei Rundtürme. Die Wirtschaftsgebäude umfassen eine Grangie, das Torhaus und Stallungen.

## Geschichte
Die Niederlassung wird erstmals 1184 erwähnt. Nach der Auflösung des Templerordens kam die Anlage an den Johanniterorden und wurde am Ende des 14. Jahrhunderts mit dem Temple in Paris vereinigt, aber 1633 als Komturei (Commanderie) wieder errichtet.
Die Anlage ist seit 1927 als Monument historique eingetragen und in den Jahren 2003, 2004 und 2005 als solches klassifiziert.